# Boris Podkorytov
Boris Petrovich Podkorytov (russe : Борис Петрович Подкорытов) (né le 3 mai 1948 à Frounze en République socialiste soviétique kirghize), est un footballeur soviétique (kirghize) devenu ensuite entraîneur.
Il s'occupe à la fois du club kirghize du Dordoi Bichkek en tant que directeur technique et du staff technique de la sélection kirghize de football.

## Statistiques
| Saison                | Club                  | Championnat           | Championnat | Championnat | Coupe(s) nationale(s) | Coupe(s) nationale(s) | Total | Total |
| Saison                | Club                  | Division              | M.          | B.          | M.                    | B.                    | M.    | B.    |
| 1969                  | Lokomotiv Moscou      | D1                    | 10          | 0           | -                     | -                     | 10    | 0     |
| Sous-total            | Sous-total            | Sous-total            | 10          | 0           | -                     | -                     | 10    | 0     |
| 1970                  | Alga Frounzé          | D2                    | 37          | 4           | -                     | -                     | 37    | 4     |
| 1971                  | Alga Frounzé          | D2                    | 38          | 5           | 4                     | 1                     | 42    | 6     |
| 1972                  | Alga Frounzé          | D2                    | 37          | 3           | 4                     | 0                     | 41    | 3     |
| 1973                  | Alga Frounzé          | D2                    | 37          | 1           | 2                     | 0                     | 39    | 1     |
| 1974                  | Alga Frounzé          | D3                    | -           | -           | -                     | -                     | 0     | 0     |
| 1975                  | Alga Frounzé          | D2                    | 36          | 2           | -                     | -                     | 36    | 2     |
| Sous-total            | Sous-total            | Sous-total            | 185         | 15          | 10                    | 1                     | 195   | 16    |
| Total sur la carrière | Total sur la carrière | Total sur la carrière | 195         | 15          | 10                    | 1                     | 205   | 16    |